# Australiformis
Genre
Australiformis est un genre d'acanthocéphales de la famille des Moniliformidae qui, au stade adulte, parasite le tube digestif de marsupiaux en Australie.

## Liste d'espèces
Selon ITIS (29 décembre 2019) :
- Australiformis semoni (von Linstow, 1898)

## Publication originale
- (en) Gerald D. Schmidt et Stanley Joe Edmonds, « Australiformis semoni (Linstow, 1898) n. gen., n. comb. (Acanthocephala: Moniliformidae) from marsupials of Australia and New Guinea », Journal of Parasitology, Chicago, American Society of Parasitologists (d), vol. 75, no 2,‎ 1er avril 1989, p. 215-217 (ISSN 0022-3395 et 1937-2345, OCLC 1606759, PMID 2926590, DOI 10.2307/3282769, JSTOR 3282769).